# Böhl-Iggelheim
Böhl-Iggelheim è un comune di 10.552 abitanti della Renania-Palatinato, in Germania.
Appartiene al circondario (Landkreis) del Rhein-Pfalz-Kreis (targa RP).